# Saint-Urcisse (Lot-et-Garonne)
Saint-Urcisse település Franciaországban, Lot-et-Garonne megyében. Lakosainak száma 245 fő (2022. január 1.). Saint-Urcisse Perville, Clermont-Soubiran, Grayssas, Puymirol és Saint-Romain-le-Noble községekkel határos.

## Népesség
A település népessége az elmúlt években az alábbi módon változott:
| Lakosok száma | 165  | 114  | 132  | 217  | 223  | 227  | 236  | 249  | 252  | 245  |
|               | 1968 | 1982 | 1990 | 2006 | 2013 | 2015 | 2017 | 2019 | 2020 | 2022 |